# Hemitrichapion (Hemitrichapion)
Hemitrichapion (Hemitrichapion) – podrodzaj chrząszczy z rodziny pędrusiowatych i podrodziny Apioninae. Obejmuje trzy opisane gatunki.

## Morfologia
Głowa ma punktowanie na ciemieniu sięgające dalej niż połowa długości oczu. Ryjek ma część przednią niewyraźnie i drobno punktowaną, zaopatrzoną w drobne, półwzniesione, ciemne szczecinki, także przy wierzchołku. U samca w widoku grzbietowym przednia część ryjka ma boki wklęśnięte i przy szczycie jest rozszerzona. Rowki na spodzie ryjka pozbawione są łusek.
Na przedpleczu włoski u podstawy skierowane są poprzecznie, a w pozostałej części dośrodkowo. Pokrywy są podługowato-owalne i najszersze w połowie. Odnóża samca mają nieuzbrojone golenie. Stopy mają płaty członu trzeciego zmodyfikowane, wąskie i krótkie.
Szew pomiędzy pierwszym i drugim spośród widocznych sternitów odwłoka jest na całej długości delikatnie zaznaczony. U samca na pierwszym sternicie nie występuje pośrodkowy guzek. Samcze pygidium ma listewkę krawędzi wierzchołkowej równomiernie zakrzywioną. Genitalia samca cechuje tegmen o średnio wydłużonych płatach parameroidalnych rozdzielonych pośrodkowym wcięciem nie sięgającym do wysokości wierzchołkowych krawędzi okienek. Wierzchołkowy brzeg prostegium jest zaokrąglony. Środkowy płat edeagusa (prącie) ma wierzchołek w widoku bocznym odgięty lub rozdęty, a widoku grzbietowym wąsko zaokrąglony. W wierzchołkowej części endofallusa obecne są dwa pośrodkowe szeregi dużych zębów, dwa boczne szeregi ząbków mniejszych oraz nieliczne, bezładnie rozmieszczone ząbki przy ostium.

## Rozprzestrzenienie
Podrodzaj palearktyczny, azjatycki, rozmieszczony w szeroko rozumianej Azji Środkowej, od Kazachstanu po Sinciang i Afganistan.

## Taksonomia
Takson ten wprowadzony został w 1959 roku przez Eduarda Vossa na łamach „Entomologische Blatter” w randze podrodzaju w obrębie rodzaju Apion. Gatunkiem typowym autor ów wyznaczył Apion plicatum. W 1990 roku Miguel A. Alonso-Zarazaga wyniósł Hemitrichapion do rangi osobnego rodzaju i podzielił go na cztery podrodzaje, w tym omawiany nominatywny.
Do tego podrodzaju zalicza się trzy opisane gatunki:
- Hemitrichapion badakschanicum (Voss, 1959)
- Hemitrichapion perspicillum (Faust, 1887)
- Hemitrichapion plicatum (Faust, 1887)